# Крот Таунсенда
Крот Таунсенда (лат. Scapanus townsendii) — насекомоядное млекопитающее семейства кротовых. Видовое название дано в честь американского натуралиста Джона Керка Таунсенда (1809—1851), который первым описал вид.
Это животное имеет бархатистый чёрный мех, заострённый рот и короткий, толстый, почти лысый хвост. Длина тела около 21 см, включая 4 см хвост, весит около 138 граммов. Передние лапы широкие и лопатообразные, специализированные для рытья; задние лапы меньше. Имеет 44 зуба. Уши не видно, глаза маленькие.
Страны проживания: Канада (Британская Колумбия), США (Калифорния, Орегон, Вашингтон). Высота проживания: от близкого уровня моря по крайней мере до 1677 метров над уровнем моря в Каскадных горах и 1615 метров над уровнем моря в Олимпийских горах. Обычно встречается на пастбищах, в степи и кустарниковых местообитаниях в низинах и поймах. Этот вид распространён даже в модифицированных землях, таких как газоны, поля для гольфа, кладбища.
Это роющее животное, хотя молодые животные часто перемещаются на поверхности весной и летом. Рацион в основном состоит из дождевых червей и личинок насекомых и куколок; также животное потребляет многоножек, улиток, зрелых насекомых, пауков, а также некоторые растительные материалы. Активен в течение всего года. Домашний участок по крайней мере до 110 метров в диаметре.
Сферические материнские гнезда находятся на глубине от 7 до 50 см под землёй. Они устланы травой и от них отходят от 3 до 11 боковых тоннелей. Спаривание происходит в феврале. Бывает 1 выводок в год. В среднем 3 детёныша рождаются в конце марта или в начале апреля. Новорожденные голые при рождении, быстро растут и покидают материнское гнездо в основном в мае и июне. Половая зрелость наступает в возрасте примерно 10 месяцев.